# Силогизам
Силогизам у логици, је исправан дедуктивни аргумент који се састоји од две поставке или премисе и закључка. То је тројство из судова од којих трећи (закључак) следује из признате исправности других двају судова (премисе „maior“ и „minor“). Ha пример: човек је умом обдарена животиња; Сократ је човек; Сократ је, дакле, умом обдарена животиња. 
Закључак у силогизму може бити исправан али не мора бити истинит, што зависи од истинитости премиса из којих се закључак изводи. Узмимо очигледно неистинит закључак из две почетне премисе од којих једна није истинита: „Све мачке су сисари; Ајкула је мачка; Према томе све ајкуле су сисари”. Исправност закључка је очигледна, али пошто је једна од премиса неистинита, и закључак је на концу неистинит. 
Област логике која се бави формалном анализом логичких појмова и оператора као и структурама које омогућавају да се донесу истинити закључци из датих премиса, назива се силогистика. 
Структура силогизма личи на став по којем две ствари које су једнаке некој трећој морају и међу собом бити једнаке; ако је A = В, и С = А, онда је С = В. Као што је y математичком случају конклузија била постигнута брисањем заједничкога знака A y обема премисама, тако и y силогизму долазимо до конклузије брисањем заједничкога појма „човек“ и комбиновањем онога што је остало. Као што су наглашавали логичари од Пирона до Стјуарта Мила, главна тешкоћа лежи y томе што горња премиса силогизма као утврђено претпоставља баш оно што тек треба да буде доказано: — јер ако Сократ није умом обдарен (а он је неоспорно човек), онда није y општем смислу истина да је човек умом обдарена животиња. Аристотел би одговорио: ако једно биће има већи број обележја која су карактеристична за једну класу („Сократ је човек“), онда ће то биће с највећом вероватношћу имати и друга карактеристична обележја те класе („умну обдареност“). Али, очигледно је да је силогизам одређен више за разјашњење излагања и мисли неголи за проналажење истине.
Најкарактеристичнији и најоригиналнији прилог што га је Аристотел филозофији дао је његово учење о силогизму.

## Осам општих правила силогизма
1. М мора бити раздељен у бар једној од премиса.
2. Крајњи термини који нису раздељени у премисама не могу бити раздељени ни у конклузији.
3. Барем једна премиса мора бити афирмативна јер из две негативне не следи ништа.
4. Барем једна премиса мора бити универзална јер из две партикуларне не следи ништа.
5. Ако је прва премиса партикуларна друга не сме бити негативна.
6. Ако су обе премисе афирмативне и конклузија је афирмативна.
7. Ако је једна премиса партикуларна и конклузија је партикуларна.
8. Ако је једна премиса негативна и конклузија је негативна.